# Nesperal
Nesperal é uma povoação portuguesa do Município da Sertã que foi sede da extinta Freguesia de Nesperal, freguesia que tinha 7,74 km² de área e 305 habitantes (2011), e, por isso, uma densidade populacional de 39,4 hab/km².
A Freguesia de Nesperal foi extinta e agregada às Freguesias de Cernache do Bonjardim e de Palhais, criando-se a União das Freguesias de Cernache do Bonjardim, Nesperal e Palhais.
Na área desta antiga freguesia deteve a Ordem de Malta importantes bens. Razão pela qual o brasão de armas ostenta a cruz oitavada daquela antiquíssima Ordem Religiosa e Militar.

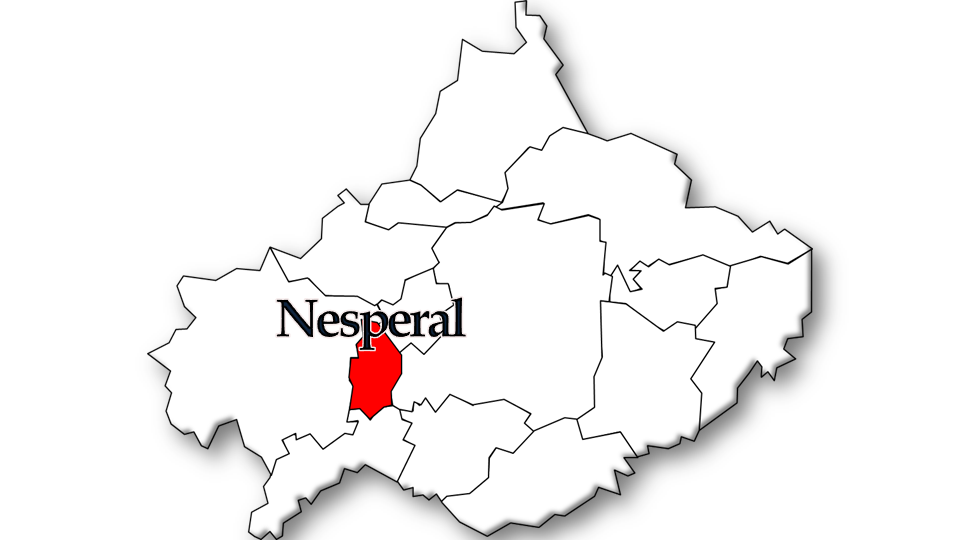
Localização no Município da Sertã

## População
| População da freguesia de Nesperal | População da freguesia de Nesperal | População da freguesia de Nesperal | População da freguesia de Nesperal | População da freguesia de Nesperal | População da freguesia de Nesperal | População da freguesia de Nesperal | População da freguesia de Nesperal | População da freguesia de Nesperal | População da freguesia de Nesperal | População da freguesia de Nesperal | População da freguesia de Nesperal | População da freguesia de Nesperal | População da freguesia de Nesperal | População da freguesia de Nesperal |
| ---------------------------------- | ---------------------------------- | ---------------------------------- | ---------------------------------- | ---------------------------------- | ---------------------------------- | ---------------------------------- | ---------------------------------- | ---------------------------------- | ---------------------------------- | ---------------------------------- | ---------------------------------- | ---------------------------------- | ---------------------------------- | ---------------------------------- |
| 1864                               | 1878                               | 1890                               | 1900                               | 1911                               | 1920                               | 1930                               | 1940                               | 1950                               | 1960                               | 1970                               | 1981                               | 1991                               | 2001                               | 2011                               |
| 342                                | 434                                | 421                                | 452                                | 530                                | 558                                | 513                                | 585                                | 565                                | 546                                | 489                                | 440                                | 416                                | 335                                | 305                                |

## Filho ilustre

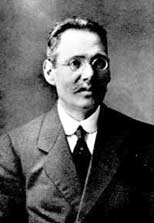
O prof. David de Melo Lopes foi um dos mais ilustres arabistas e linguistas portuguese do século XX.

- O mais ilustre filho da freguesia do Nesperal é certamente o prof David de Melo Lopes (17 de Abril de 1867 - 3 de Fevereiro de 1942), especialista de literatura portuguesa e árabe. David de Melo Lopes nasceu no lugar da Moita Fundeira.

## Organização administrativa
O último presidente da Junta de Freguesia foi Felismino Ramos Vitória (eleito em 2005).

## Localidades
Localidades da Freguesia de Nesperal
- Alto Ventoso
- Malha-Pão
- Nesperal
- Vale Matias Afonso
- Robalo
- Barrocas
- Moita Cimeira
- Moita Fundeira
- Felgaria
- Lagariça
- Galeguia

## Heráldica
Escudo de verde, uma barra diminuta, denticulada à dextra, de prata, entre uma cruz da Ordem de São João de Jerusalém, dita de Ordem de Malta, do mesmo e seis pinhas de ouro, postas em pala e alinhadas em barra, quatro e dois. Coroa mural de prata de três torres. Listel branco com a legenda a negro: "Nesperal-Sertã".